# 曾凡有
曾凡有（1916年—2008年），男，江西宁都人，中华人民共和国军事人物，中国人民解放军少将，曾任国防科学技术委员会后勤部政治委员。